# 독일의 지리
독일은 서유럽에 속하며 국토가 남북으로 길게 뻗어있어 여러 가지 기후에 속한다. 바다와 접해 있는 북쪽은 해양성 기후이고 폴란드, 오스트리아 등과 붙어있는 내륙지방은 대륙성 기후를 보인다. 기온과 강수량도 지역마다 차이가 나며, 서머 타임의 영향을 많이 받는다.

## 지형

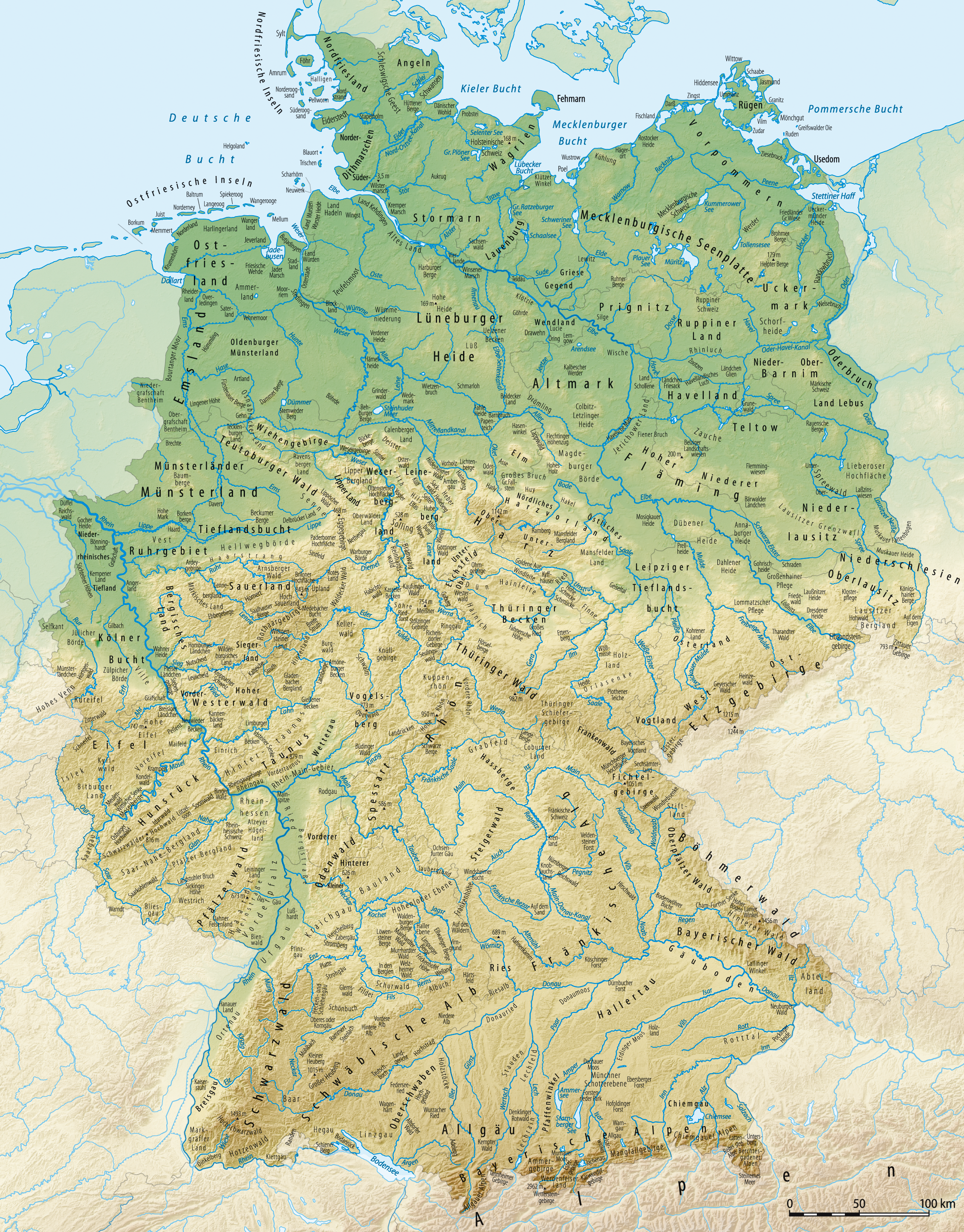
독일의 지형도

### 북부
북부 3개 주(메클렌부르크포어포메른주, 니더작센주, 슐레스비히홀슈타인주)는 북독일 평원에 위치해 있고, 엘베강, 엠스강, 베저강, 오데르강 등의 하천이 북쪽으로 흐른다.

### 남부
남부의 지형은 다양한 규모의 언덕과 산맥으로 이루어져 있다. 남쪽 국경에 있는 알프스산맥은 독일의 최고봉이다. 알프스산맥은 바이에른주의 슈바벤 지방의 남동부와 오버바이에른 현에 해당한다. 라인강과 도나우강의 상류가 흐르는 지역이기도 하다.

## 인구
| 주                       | 도                        | 면적 (km2) | 인구       |
| ------------------------ | ------------------------- | ---------- | ---------- |
| 바덴뷔르템베르크주       | 슈투트가르트              | 35,752     | 10,717,000 |
| 바이에른주               | 뮌헨                      | 70,549     | 12,444,000 |
| 베를린                   | 베를린                    | 892        | 3,400,000  |
| 브란덴부르크주           | 포츠담                    | 29,477     | 2,568,000  |
| 브레멘                   | 브레멘                    | 404        | 663,000    |
| 함부르크                 | 함부르크                  | 755        | 1,735,000  |
| 헤센주                   | 비스바덴                  | 21,115     | 6,098,000  |
| 메클렌부르크포어포메른주 | 슈베린                    | 23,174     | 1,720,000  |
| 니더작센주               | 하노버                    | 47,618     | 8,001,000  |
| 노르트라인베스트팔렌주   | 뒤셀도르프                | 34,043     | 18,075,000 |
| 라인란트팔츠주           | 마인츠                    | 19,847     | 4,061,000  |
| 자를란트주               | 자르브뤼켄                | 2,569      | 1,056,000  |
| 작센주                   | 드레스덴                  | 18,416     | 4,296,000  |
| 작센안할트주             | 마그데부르크              | 20,445     | 2,494,000  |
| 슐레스비히홀슈타인주     | 킬 (슐레스비히홀슈타인주) | 15,763     | 2,829,000  |
| 튀링겐주                 | 에르푸르트                | 16,172     | 2,355,000  |

## 기후
독일의 기후는 서유럽의 해양성 기후와 동유럽의 대륙성 기후의 중간형이라고 볼 수 있다. 북해는 편서풍을 통해서 난류인 멕시코 만류의 영향을 받아 난류가 된다. 이를 통해 북해와 접해있는 북부 지방은 서유럽의 해양성 기후를 띄게 된다. 반면에 남부 지방은 유럽 대륙의 내륙에 위치하고 있기 때문에 해안의 영향을 많이 받지 못하게 되어 상대적으로 동유럽의 대륙성 기후를 띄게 되며 알프스산맥의 영향을 받아 남부 산악지대에는 밤과 낮의 일교차가 크다. 전체적으로는 한반도처럼 사계절이 뚜렷한 편이지만, 겨울에는 한반도보다 따뜻하고 여름에는 시원한 편이다.

### 기온
북독일 저지 서부의 쾰른, 뒤셀도르프, 브레멘 등에서는 바다의 영향을 많이 받아 가장 추운 1월에도 평균기온이 1℃~2℃이다. 또한 여름에는 고위도이기 때문에 그다지 덥지 않으며, 가장 더운 7월에도 기온이 평균 17℃~18℃이다. 동쪽 및 남쪽으로 갈수록 기후는 해양성에서 대륙성으로 조금씩 이행하여 겨울에는 약간 추워진다. 예컨대 동부의 베를린은 1월 평균기온이 -0.2℃이고, 남부의 뮌헨은 해발고도 500m 고원에 위치하므로 -1.7℃ 정도가 된다. 남서 독일의 라인 지구대는 독일에서 가장 따뜻한 곳이어서 독일의 온실이라 하며, 포도와 과실의 재배가 활발하다. 독일에서는 사과나무의 개화가 봄이 왔다는 상징이 되는데, 라인지구대에서는 보통 4월 28일 안에 꽃이 핀다. 여기서부터 북쪽 또는 동쪽을 향하여 사과의 개화전선이 나아가, 뒤셀도르프에서는 4월 29일~5월 5일, 베를린, 뮌헨에서는 5월 6일~12일이 개화일이다. 알프스 북쪽 기슭에는 초봄에 흔히 푄이라는 따듯하고 건조한 남풍이 불기도 한다.

### 강수량
독일의 북부나 서부에 위치한 쾰른, 뒤셀도르프, 브레멘 등의 연강수량은 600mm~800mm로 1년 내내 조금씩 비가 내린다. 동부독일의 평야에서는 연 약 600mm이하가 되지만, 중위산지의 높은 부분과 알프스에서는 지형성강우 때문에 강수량이 많다. 계절에 따라 강수량에 차이가 있겠지만 독일은 우리나라처럼 여름에 집중호우가 내리는 것이 아니라, 사계절 내내 비가 자주 온다는 것이 큰 차이점이다. 거의 모든 지역이 연중 내내 한달 절반은 비가 내리며 비가 내릴 때에도 폭우가 쏟아지기보다는 부슬비처럼 흩뿌리는 날이 많다. 그리고 비가 내리지 않더라도 구름 낀 흐린 날이 많다. 맑다가도 갑자기 구름이 몰려오고, 비를 조금 뿌리는가 싶더니 어느새 해가 나는 그런 변덕스러운 날씨가 반복된다. 특히 겨울철에는 아예 태양을 구경하기 힘들 날도 많으며, 비가 내리지 않더라도 하루 종일 구름이 무겁게 내려앉아 있다. 비가 많이 옴에도 불구하고 날씨가 건조한 편이기 때문에 그늘에만 들어가도 금세 땀이 식는다.

### 서머 타임
독일의 한여름은 해가 길어서 특히 함부르크 등 북부로 갈수록 백야 현상까지 나타나 밤 10시까지도 밖이 훤하다. 여름이 끝나면 가을이 매우 짧고 곧바로 겨울로 넘어가며, 겨울이 3~4월 까지도 지속된다. 한겨울은 해가 짧아 오후 4시만 되어도 컴컴해진다. 겨울에 해가 갑자기 짧아지는 경계가 독일의 서머 타임이 끝나는 시기이다. 서머 타임이 해제되면 가뜩이나 시간이 1시간 더 늦춰지는 셈이기 때문에 대낮에도 해가 넘어가는 듯한 느낌을 받게 될 것이다. 서머 타임은 10월 마지막 일요일부터 3월 마지막 일요일까지 해제된다. 그런데 서머 타임이 여름 시즌에 특별히 기준시간을 변경하는 것인데 1년의 절반 이상이 서머 타임이기 때문에 주객이 전도된 것 같은 느낌을 받는다. 위도가 높아 일광시간이 긴 독일의 특징을 단면적으로 나타내는 셈이다.